# Biřkov
Biřkov település Csehországban, a Klatovyi járásban. Biřkov Otěšice, Bolkov, Křenice, Vřeskovice, Ježovy, Ptenín és Roupov településekkel határos. Lakosainak száma 139 fő (2024. január 1.).

## Népesség
A település lakosságának változását az alábbi diagram mutatja:
| Lakosok száma | 243  | 237  | 288  | 203  | 190  | 134  | 130  | 135  | 125  | 139  |
|               | 1869 | 1890 | 1921 | 1950 | 1980 | 2001 | 2017 | 2019 | 2022 | 2024 |